# Crotalus simus
Espèce
Statut de conservation UICN

 LC  : Préoccupation mineure
Crotalus simus est une espèce de serpents de la famille des Viperidae.

## Répartition
Cette espèce se rencontre :
- dans le sud du Mexique dans les États du Chiapas, d'Oaxaca et de Veracruz ;
- au Guatemala ;
- au Honduras ;
- au Salvador ;
- au Costa Rica.

Sa présence est incertaine dans les États mexicains de Tabasco et de Campeche.

## Description
Ce serpent est venimeux.

## Publication originale
- Sonnini de Manoncourt & Latreille, 1801 : Histoire Naturelle des Reptiles, avec Figures Dessinées d'après Nature. Détérville, vol. 3, p. 1-332 (texte intégral).